# Großer Preis von China 2011
Der Große Preis von China 2011 (offiziell 2011 Formula 1 UBS Chinese Grand Prix) fand am 17. April auf dem Shanghai International Circuit in Shanghai statt und war das dritte Rennen der Formel-1-Weltmeisterschaft 2011.

## Berichte

### Hintergrund
Nach dem Großen Preis von Malaysia führte Sebastian Vettel in der Fahrerwertung mit 24 Punkten vor Jenson Button und mit 28 Punkten vor Lewis Hamilton. In der Konstrukteurswertung führte Red Bull-Renault mit 24 Punkten vor McLaren-Mercedes und mit 36 Punkten vor Ferrari.
Beim Großen Preis von China stellte Pirelli den Fahrern die Reifenmischungen Hard (silber) und Soft (gelb), sowie für nasse Bedingungen Intermediates (hellblau) und Full-Wets (orange) zur Verfügung.
Mit Rubens Barrichello, Fernando Alonso, Michael Schumacher, Hamilton, Vettel und Button (jeweils einmal) traten sechs ehemalige Sieger zu diesem Grand Prix an.

### Training
Im ersten freien Training erzielte Vettel die schnellste Runde vor seinem Teamkollegen Mark Webber und Hamilton. Luiz Razia fuhr in diesem Training den Lotus von Jarno Trulli und nahm zum ersten Mal an einer Formel-1-Trainingssitzung teil. Darüber hinaus übernahmen in diesem Training Nico Hülkenberg den Force India von Adrian Sutil und Daniel Ricciardo den Toro Rosso von Jaime Alguersuari.
Im zweiten freien Training behielt Vettel die Spitzenposition vor Hamilton und Button.
Vettel war auch im dritten freien Training der schnellste Pilot. In dieser Sitzung wurde Button Zweiter und Hamilton Dritter.

### Qualifying
Im ersten Abschnitt des Qualifyings (Q1) erzielte Nico Rosberg die schnellste Runde. Die HRT-, Virgin- und Lotus-Piloten sowie Webber schieden aus.
Der zweite Abschnitt des Qualifyings (Q2) wurde 2:02 Minuten vor Ende mit der roten Flagge unterbrochen, da Witali Petrow kurz nachdem er den Sprung ins dritte Segment geschafft hatte, ausrollte. Als das Signal zur Wiederaufnahme kam, warteten elf Autos über eine Minute an der Boxenausfahrt, um noch eine schnelle Runde fahren zu können. Bereits in der Aufwärmrunde kam es zu einigen Überholmanövern und nicht alle Piloten hatten eine freie Runde. Hamilton, der die Zeit schon vorher gesetzt hatte, war der schnellste Pilot. Die Williams- und Sauber-Piloten sowie Nick Heidfeld, Schumacher und Adrian Sutil schieden aus.
Im dritten Qualifying-Segment (Q3) erzielte Vettel schließlich die schnellste Runde vor Button und Hamilton. Sein Vorsprung war dabei größer als sieben zehntel Sekunden. Für Vettel war es die 18. Pole-Position in der Formel-1-Weltmeisterschaft.

### Rennen
Vor dem Start des Rennens gab es technische Probleme am McLaren von Hamilton. Er schaffte es jedoch noch innerhalb der letzten Minute die Boxengasse zu verlassen und in die Startaufstellung zu fahren.
Beim Start verlor Vettel die Führung an Button und wurde von beiden McLaren-Piloten überholt. In der Anfangsphase gelang es den ersten sechs Piloten (Button, Hamilton, Vettel, Rosberg, Felipe Massa und Alonso) sich vom restlichen Feld abzusetzen. Kurz vor der ersten Boxenstoppphase gab es im hinteren Feld Überholmanöver: Sergio Pérez ging an Barrichello und Heidfeld an Sébastien Buemi vorbei. Den ersten Boxenstopp führte Jaime Alguersuari durch. Allerdings gab es ein Problem bei seinem Stopp und er verlor kurz danach sein rechtes Hinterrad. Er schaffte es nicht zurück an die Box und fiel aus. Es blieb der einzige Ausfall in diesem Rennen.
Nachdem bereits mehrere Piloten aus dem mittleren und hinteren Teil des Feldes an der Box waren, absolvierte mit Rosberg der erste aus der Spitzengruppe seinen Boxenstopp. Er blieb auf der weicheren Reifenmischung. Nachdem Vettel in der 14. Runde an Hamilton vorbeigefahren war, ging er zeitgleich mit dem führenden Button an die Box. Dabei fuhr Button versehentlich zunächst die Red-Bull-Box an. Durch dieses Missgeschick gelang es Vettel, ihn zu überholen. Der in der Zwischenzeit führende Hamilton wurde währenddessen von Massa und Alonso überholt und ging anschließend zeitgleich mit Massa an die Box. Nachdem Alonso zwei Runden in Führung gelegen war, ging auch er zum Reifenwechsel an die Box. Dabei fiel er relativ weit zurück. Rosberg übernahm die erste Position.
Durch die unterschiedlichen Zeitpunkte des ersten Boxenstopps gab es wieder eine größere Spitzengruppe. Indes hatte Webber, der vom 18. Startplatz aus ins Rennen ging, sich auf die elfte Position vorgearbeitet. Vettel arbeitete sich Runde um Runde an Rosberg heran. Zu einem Duell der beiden kam es jedoch nicht, da Rosberg erneut früher an die Box ging. Er absolvierte seinen zweiten Stopp zeitgleich mit Hamilton und eine Runde nach Button. Bei Rosberg verlief der Stopp nicht optimal, aber er blieb vor Hamilton. Während andere Piloten stoppten gelang es Alonso, Schumacher auf der Strecke zu überholen. Der Ferrari-Pilot lag mehrere Runden hinter seinem Kontrahenten und hatte zunächst keine Chance an ihm vorbeizugehen.
An der Spitze lag nun Vettel vor Massa und Alonso, die allesamt noch nicht gestoppt hatten. Allerdings wurde Alonso schon bald von Rosberg und Button, die über neuere Reifen verfügten, überholt. Nachdem Vettel seinen zweiten Stopp durchgeführt hatte, lag zunächst Massa in Führung. Allerdings kam auch er wenige Runden später an die Box und übergab die Führung an Rosberg. Während Webber in der Zwischenzeit schon auf der neunten Position lag, überholte Hamilton seinen McLaren-Teamkollegen Button. Hamilton hatte sich im Qualifying einen Reifensatz aufgespart und profitierte nun von den besseren Reifen.
Ab der 37. Runde gingen nacheinander Button, Hamilton und Rosberg, die im Gegensatz zu Vettel und den Ferraris auf einer Drei-Stopp-Strategie waren, zu ihrem letzten Stopp an die Box. Die Reihenfolge des Trios blieb unverändert. Die Führung des Rennens übernahm Vettel. Nach 41 von 56 Runden führte der Red-Bull-Pilot vor Massa, Rosberg, Hamilton, Button und Alonso.
In den letzten 15 Runden gab es in der Führungsgruppe einige Positionsverschiebungen. In der 42. Runde hatte Rosberg Probleme beim Überrunden, wodurch Hamilton ihn überholte. Drei Runden später fuhr er auch an Massa vorbei und übernahm die zweite Position. Er fuhr in dieser Phase schneller, als die vor ihm liegenden Piloten und holte auch den Rückstand auf Vettel Runde um Runde auf. Währenddessen überholte Button Rosberg und Massa und lag auf der vierten Position. Rosberg ging ebenfalls an Massa vorbei und Webber hatte in der Zwischenzeit den sechsten Platz von Alonso eingenommen. Hatte allerdings noch einen größeren Rückstand auf die ersten fünf Piloten.
Nachdem Vettel sich auf der Start-Ziel-Linie noch gegen Hamilton verteidigt hatte, setzte Hamilton einen überraschenden Angriff in einer schnellen Kurve. Er war erfolgreich und baute einen Vorsprung auf Vettel aus. In der Zwischenzeit hatte Webber Massa und Rosberg überholt und lag in der letzten Runde hinter Button auf dem vierten Platz. Allerdings gelang es ihm, auch noch an Button vorbeizufahren und die dritte Position einzunehmen.
Hamilton erzielte schließlich seinen ersten Saisonsieg vor den Red-Bull-Piloten Vettel und Webber. Button, Rosberg und Massa folgten auf den nächsten Plätzen. Die ersten sechs Piloten lagen innerhalb von 16 Sekunden. Dahinter gab es eine größere Lücke und die restlichen Punkte gingen an Alonso, Schumacher, Petrow und Kamui Kobayashi. Für Hamilton war es der 15. Sieg in der Formel-1-Weltmeisterschaft.
In der Konstrukteursweltmeisterschaft blieben die ersten drei Positionen unverändert. Bei den Fahrern übernahm Hamilton die zweite Position von Button, der nun auf dem dritten Platz lag.

## Meldeliste
| Team                         | Nr. | Fahrer             | Chassis             | Motor                | Reifen |
| ---------------------------- | --- | ------------------ | ------------------- | -------------------- | ------ |
| Red Bull Racing              | 01  | Sebastian Vettel   | Red Bull RB7        | Renault 2.4 V8       | P      |
| Red Bull Racing              | 02  | Mark Webber        | Red Bull RB7        | Renault 2.4 V8       | P      |
| Vodafone McLaren Mercedes    | 03  | Lewis Hamilton     | McLaren MP4-26      | Mercedes-Benz 2.4 V8 | P      |
| Vodafone McLaren Mercedes    | 04  | Jenson Button      | McLaren MP4-26      | Mercedes-Benz 2.4 V8 | P      |
| Scuderia Ferrari Marlboro    | 05  | Fernando Alonso    | Ferrari 150º Italia | Ferrari 2.4 V8       | P      |
| Scuderia Ferrari Marlboro    | 06  | Felipe Massa       | Ferrari 150º Italia | Ferrari 2.4 V8       | P      |
| Mercedes GP Petronas F1 Team | 07  | Michael Schumacher | Mercedes MGP W02    | Mercedes-Benz 2.4 V8 | P      |
| Mercedes GP Petronas F1 Team | 08  | Nico Rosberg       | Mercedes MGP W02    | Mercedes-Benz 2.4 V8 | P      |
| Lotus Renault GP             | 09  | Nick Heidfeld      | Renault R31         | Renault 2.4 V8       | P      |
| Lotus Renault GP             | 10  | Witali Petrow      | Renault R31         | Renault 2.4 V8       | P      |
| AT&T Williams                | 11  | Rubens Barrichello | Williams FW33       | Cosworth 2.4 V8      | P      |
| AT&T Williams                | 12  | Pastor Maldonado   | Williams FW33       | Cosworth 2.4 V8      | P      |
| Force India F1 Team          | 14  | Nico Hülkenberg    | Force India VJM04   | Mercedes-Benz 2.4 V8 | P      |
| Force India F1 Team          | 14  | Adrian Sutil       | Force India VJM04   | Mercedes-Benz 2.4 V8 | P      |
| Force India F1 Team          | 15  | Paul di Resta      | Force India VJM04   | Mercedes-Benz 2.4 V8 | P      |
| Sauber F1 Team               | 16  | Kamui Kobayashi    | Sauber C30          | Ferrari 2.4 V8       | P      |
| Sauber F1 Team               | 17  | Sergio Pérez       | Sauber C30          | Ferrari 2.4 V8       | P      |
| Scuderia Toro Rosso          | 18  | Sébastien Buemi    | Toro Rosso STR6     | Ferrari 2.4 V8       | P      |
| Scuderia Toro Rosso          | 19  | Daniel Ricciardo   | Toro Rosso STR6     | Ferrari 2.4 V8       | P      |
| Scuderia Toro Rosso          | 19  | Jaime Alguersuari  | Toro Rosso STR6     | Ferrari 2.4 V8       | P      |
| Team Lotus                   | 20  | Heikki Kovalainen  | Lotus T128          | Renault 2.4 V8       | P      |
| Team Lotus                   | 21  | Luiz Razia         | Lotus T128          | Renault 2.4 V8       | P      |
| Team Lotus                   | 21  | Jarno Trulli       | Lotus T128          | Renault 2.4 V8       | P      |
| HRT F1 Team                  | 22  | Narain Karthikeyan | HRT F111            | Cosworth 2.4 V8      | P      |
| HRT F1 Team                  | 23  | Vitantonio Liuzzi  | HRT F111            | Cosworth 2.4 V8      | P      |
| Marussia Virgin Racing       | 24  | Timo Glock         | Virgin MVR-02       | Cosworth 2.4 V8      | P      |
| Marussia Virgin Racing       | 25  | Jérôme D’Ambrosio  | Virgin MVR-02       | Cosworth 2.4 V8      | P      |

Anmerkungen
1. 1 2  Hülkenberg fuhr den Force India mit der Nummer 14 im ersten freien Training. Sutil übernahm das Fahrzeug anschließend für das restliche Rennwochenende.
2. 1 2  Ricciardo fuhr den Toro Rosso mit der Nummer 19 im ersten freien Training. Alguersuari übernahm das Fahrzeug anschließend für das restliche Rennwochenende.
3. 1 2  Razia fuhr den Lotus mit der Nummer 21 im ersten freien Training. Trulli übernahm das Fahrzeug anschließend für das restliche Rennwochenende.

## Klassifikationen

### Qualifying
| Pos.                                                                      | Fahrer             | Konstrukteur         | Q1       | Q2       | Q3         | Start |
| ------------------------------------------------------------------------- | ------------------ | -------------------- | -------- | -------- | ---------- | ----- |
| 01                                                                        | Sebastian Vettel   | Red Bull-Renault     | 1:35,674 | 1:34,776 | 1:33,706   | 01    |
| 02                                                                        | Jenson Button      | McLaren-Mercedes     | 1:35,924 | 1:34,662 | 1:34,421   | 02    |
| 03                                                                        | Lewis Hamilton     | McLaren-Mercedes     | 1:36,091 | 1:34,486 | 1:34,463   | 03    |
| 04                                                                        | Nico Rosberg       | Mercedes             | 1:35,272 | 1:35,850 | 1:34,670   | 04    |
| 05                                                                        | Fernando Alonso    | Ferrari              | 1:35,389 | 1:35,165 | 1:35,119   | 05    |
| 06                                                                        | Felipe Massa       | Ferrari              | 1:35,478 | 1:35,437 | 1:35,145   | 06    |
| 07                                                                        | Jaime Alguersuari  | Toro Rosso-Ferrari   | 1:36,133 | 1:35,563 | 1:36,158   | 07    |
| 08                                                                        | Paul di Resta      | Force India-Mercedes | 1:35,702 | 1:35,858 | 1:36,190   | 08    |
| 09                                                                        | Sébastien Buemi    | Toro Rosso-Ferrari   | 1:36,110 | 1:35,500 | 1:36,203   | 09    |
| 10                                                                        | Witali Petrow      | Renault              | 1:35,370 | 1:35,149 | keine Zeit | 10    |
| 11                                                                        | Adrian Sutil       | Force India-Mercedes | 1:36,092 | 1:35,874 | –          | 11    |
| 12                                                                        | Sergio Pérez       | Sauber-Ferrari       | 1:36,046 | 1:36,053 | –          | 12    |
| 13                                                                        | Kamui Kobayashi    | Sauber-Ferrari       | 1:36,147 | 1:36,236 | –          | 13    |
| 14                                                                        | Michael Schumacher | Mercedes             | 1:35,508 | 1:36,457 | –          | 14    |
| 15                                                                        | Rubens Barrichello | Williams-Cosworth    | 1:35,911 | 1:36,465 | –          | 15    |
| 16                                                                        | Nick Heidfeld      | Renault              | 1:35,910 | 1:36,611 | –          | 16    |
| 17                                                                        | Pastor Maldonado   | Williams-Cosworth    | 1:36,121 | 1:36,956 | –          | 17    |
| 18                                                                        | Mark Webber        | Red Bull-Renault     | 1:36,468 | –        | –          | 18    |
| 19                                                                        | Heikki Kovalainen  | Lotus-Renault        | 1:37,894 | –        | –          | 19    |
| 20                                                                        | Jarno Trulli       | Lotus-Renault        | 1:38,318 | –        | –          | 20    |
| 21                                                                        | Jérôme D’Ambrosio  | Virgin-Cosworth      | 1:39,119 | –        | –          | 21    |
| 22                                                                        | Timo Glock         | Virgin-Cosworth      | 1:39,708 | –        | –          | 22    |
| 23                                                                        | Vitantonio Liuzzi  | HRT-Cosworth         | 1:40,212 | –        | –          | 23    |
| 24                                                                        | Narain Karthikeyan | HRT-Cosworth         | 1:40,445 | –        | –          | 24    |
| 107-Prozent-Zeit: 1:41,941 min (bezogen auf Q1-Bestzeit von 1:35,272 min) |                    |                      |          |          |            |       |

Anmerkungen
1. 1 2 3 4 5 6 7 8 9 10 11 12 13 14 15 16 17 18  Rennwagen mit KERS

### Rennen
| Pos. | Fahrer             | Konstrukteur         | Runden | Stopps | Zeit        | Start | Schnellste Runde |
| ---- | ------------------ | -------------------- | ------ | ------ | ----------- | ----- | ---------------- |
| 01   | Lewis Hamilton     | McLaren-Mercedes     | 56     | 3      | 1:36:58,226 | 03    | 1:40,415 (48.)   |
| 02   | Sebastian Vettel   | Red Bull-Renault     | 56     | 2      | + 5,198     | 01    | 1:41,321 (47.)   |
| 03   | Mark Webber        | Red Bull-Renault     | 56     | 3      | + 7,555     | 18    | 1:38,993 (42.)   |
| 04   | Jenson Button      | McLaren-Mercedes     | 56     | 3      | + 10,000    | 02    | 1:40,623 (39.)   |
| 05   | Nico Rosberg       | Mercedes             | 56     | 3      | + 13,448    | 04    | 1:41,166 (41.)   |
| 06   | Felipe Massa       | Ferrari              | 56     | 2      | + 15,840    | 06    | 1:41,678 (39.)   |
| 07   | Fernando Alonso    | Ferrari              | 56     | 2      | + 30,622    | 05    | 1:42,070 (41.)   |
| 08   | Michael Schumacher | Mercedes             | 56     | 3      | + 31,026    | 14    | 1:41,215 (46.)   |
| 09   | Witali Petrow      | Renault              | 56     | 2      | + 57,404    | 10    | 1:41,261 (50.)   |
| 10   | Kamui Kobayashi    | Sauber-Ferrari       | 56     | 2      | + 1:03,273  | 13    | 1:42,577 (32.)   |
| 11   | Paul di Resta      | Force India-Mercedes | 56     | 2      | + 1:08,757  | 08    | 1:42,614 (45.)   |
| 12   | Nick Heidfeld      | Renault              | 56     | 2      | + 1:12,739  | 16    | 1:42,406 (51.)   |
| 13   | Rubens Barrichello | Williams-Cosworth    | 56     | 2      | + 1:30,189  | 15    | 1:42,031 (45.)   |
| 14   | Sébastien Buemi    | Toro Rosso-Ferrari   | 56     | 3      | + 1:30,671  | 09    | 1:41,696 (45.)   |
| 15   | Adrian Sutil       | Force India-Mercedes | 55     | 3      | + 1 Runde   | 11    | 1:41,157 (54.)   |
| 16   | Heikki Kovalainen  | Lotus-Renault        | 55     | 2      | + 1 Runde   | 19    | 1:42,672 (45.)   |
| 17   | Sergio Pérez       | Sauber-Ferrari       | 55     | 4      | + 1 Runde   | 12    | 1:41,643 (39.)   |
| 18   | Pastor Maldonado   | Williams-Cosworth    | 55     | 3      | + 1 Runde   | 17    | 1:41,702 (46.)   |
| 19   | Jarno Trulli       | Lotus-Renault        | 55     | 2      | + 1 Runde   | 20    | 1:42,052 (53.)   |
| 20   | Jérôme D’Ambrosio  | Virgin-Cosworth      | 54     | 2      | + 2 Runden  | 21    | 1:44,806 (45.)   |
| 21   | Timo Glock         | Virgin-Cosworth      | 54     | 3      | + 2 Runden  | 22    | 1:44,381 (54.)   |
| 22   | Vitantonio Liuzzi  | HRT-Cosworth         | 54     | 3      | + 2 Runden  | 23    | 1:43,384 (52.)   |
| 23   | Narain Karthikeyan | HRT-Cosworth         | 54     | 1      | + 2 Runden  | 24    | 1:46,081 (41.)   |
| –    | Jaime Alguersuari  | Toro Rosso-Ferrari   | 9      | 1      | DNF         | 07    | 1:45,700 (05.)   |

Anmerkungen
1. 1 2 3 4 5 6 7 8 9 10 11 12 13 14 15 16 17 18  Rennwagen mit KERS

## WM-Stände nach dem Rennen
Die ersten zehn des Rennens bekamen 25, 18, 15, 12, 10, 8, 6, 4, 2 bzw. 1 Punkt(e).

### Fahrerwertung
| Pos. | Fahrer             | Konstrukteur       | Punkte |
| ---- | ------------------ | ------------------ | ------ |
| 01   | Sebastian Vettel   | Red Bull-Renault   | 68     |
| 02   | Lewis Hamilton     | McLaren-Mercedes   | 47     |
| 03   | Jenson Button      | McLaren-Mercedes   | 38     |
| 04   | Mark Webber        | Red Bull-Renault   | 37     |
| 05   | Fernando Alonso    | Ferrari            | 26     |
| 06   | Felipe Massa       | Ferrari            | 24     |
| 07   | Witali Petrow      | Renault            | 17     |
| 08   | Nick Heidfeld      | Renault            | 15     |
| 09   | Nico Rosberg       | Mercedes           | 10     |
| 10   | Kamui Kobayashi    | Sauber-Ferrari     | 7      |
| 11   | Michael Schumacher | Mercedes           | 6      |
| 12   | Sébastien Buemi    | Toro Rosso-Ferrari | 4      |

| Pos. | Fahrer             | Konstrukteur         | Punkte |
| ---- | ------------------ | -------------------- | ------ |
| 13   | Adrian Sutil       | Force India-Mercedes | 2      |
| 14   | Paul di Resta      | Force India-Mercedes | 2      |
| 15   | Jaime Alguersuari  | Toro Rosso-Ferrari   | 0      |
| 16   | Jarno Trulli       | Lotus-Renault        | 0      |
| 17   | Rubens Barrichello | Williams-Cosworth    | 0      |
| 18   | Jérôme D’Ambrosio  | Virgin-Cosworth      | 0      |
| 19   | Heikki Kovalainen  | Lotus-Renault        | 0      |
| 20   | Timo Glock         | Virgin-Cosworth      | 0      |
| 21   | Sergio Pérez       | Sauber-Ferrari       | 0      |
| 22   | Pastor Maldonado   | Williams-Cosworth    | 0      |
| 23   | Vitantonio Liuzzi  | HRT-Cosworth         | 0      |
| 24   | Narain Karthikeyan | HRT-Cosworth         | 0      |

### Konstrukteurswertung
| Pos. | Konstrukteur     | Punkte |
| ---- | ---------------- | ------ |
| 01   | Red Bull-Renault | 105    |
| 02   | McLaren-Mercedes | 85     |
| 03   | Ferrari          | 50     |
| 04   | Renault          | 32     |
| 05   | Mercedes         | 16     |
| 06   | Sauber-Ferrari   | 7      |

| Pos. | Konstrukteur         | Punkte |
| ---- | -------------------- | ------ |
| 07   | Toro Rosso-Ferrari   | 4      |
| 08   | Force India-Mercedes | 4      |
| 09   | Lotus-Renault        | 0      |
| 10   | Williams-Cosworth    | 0      |
| 11   | Virgin-Cosworth      | 0      |
| 12   | HRT-Cosworth         | 0      |